# Curling-Weltmeisterschaft der Herren 2018
Die Curling-Weltmeisterschaft der Herren 2018 (offiziell: 361° World Men’s Curling Championship 2018) fand vom 31. März bis 8. April in Las Vegas statt. Austragungsort war die Orleans Arena in Paradise.
Anders als in den Vorjahren nahmen nicht 12, sondern 13 Mannschaften teil. Zugleich wurde ein neues Playoff-Format eingeführt, für das sich die sechs besten Mannschaften der Round Robin qualifizierten. Dabei zogen die beiden Erstplatzierten jeweils in das Halbfinale ein. Um die verbleibenden beiden Halbfinalplätze spielten die übrigen vier Teams in zwei Qualifikationsspielen, bei denen der 3. gegen den 6. und der 4. gegen den 5. antrat. Weltmeister wurde Schweden mit Skip Niklas Edin.

## Qualifikation
Die folgenden Nationen qualifizierten sich für eine Teilnahme:
- Vereinigte Staaten (ausrichtende Nation)
- ein Team aus der Amerika-Zone
  -  Kanada
- die acht besten Teams der Curling-Europameisterschaft 2017
  -  Deutschland
  -  Italien
  -  Niederlande
  -  Norwegen
  -  Russland
  -  Schottland
  -  Schweden
  -  Schweiz
- die drei besten Teams der Curling-Pazifik-Asienmeisterschaft 2017
  -  Volksrepublik China
  -  Japan
  -  Südkorea

## Teams
| Volksrepublik China | Deutschland | Italien |
| --- | --- | --- |
| Harbin CC, Harbin Skip: Zou Dejia Third: Zou Qiang Second: Xu Jingtao Lead: Shao Zhilin Alternate: Ma Yanlong                                | Baden Hills G&CC, Rheinmünster Skip: Alexander Baumann Third: Manuel Walter Second: Daniel Herberg Lead: Ryan Sherrard Alternate: Sebastian Schweizer | A.S.D. Trentino Curling, Cembra Skip: Joël Retornaz Fourth: Amos Mosaner Second: Andrea Pilzer Lead: Daniele Ferrazza Alternate: Fabio Ribotta    |
| Japan | Kanada | Niederlande |
| Sapporo CA, Sapporo Skip: Masaki Iwai Fourth: Go Aoki Second: Ryotaro Shukuya Lead: Yutaka Aoyama Alternate: Koji Nisato                     | Bally Haly G&CC & St. John's CC, St. John’s Skip: Brad Gushue Third: Mark Nichols Second: Brett Gallant Lead: Geoff Walker Alternate: Thomas Sallows  | CC PWA Zoetermeer, Zoetermeer Skip: Jaap van Dorp Third: Wouter Gösgens Second: Laurens Hoekman Lead: Carlo Glasbergen Alternate: Alexander Magan |
| Norwegen | Russland | Schottland |
| Oppdal CC, Oppdal Skip: Steffen Walstad Third: Markus Høiberg Second: Magnus Nedregotten Lead: Magnus Vågberg Alternate: Steffen Mellemseter | Adamant CC, Sankt Petersburg Skip: Alexei Timofejew Third: Sergei Gluchow Second: Artur Raschabow Lead: Jewgeni Klimow Alternate: Artjom Schmakow     | Gogar Park CC, Edinburgh Skip: Bruce Mouat Third: Grant Hardie Second: Bobby Lammie Lead: Hammy McMillan junior Alternate: Ross Paterson          |
| Schweden | Schweiz | Südkorea |
| Karlstads CK, Karlstad Skip: Niklas Edin Third: Oskar Eriksson Second: Rasmus Wranå Lead: Christoffer Sundgren Alternate: Henrik Leek        | CC Bern, Bern Skip: Marc Pfister Third: Enrico Pfister Second: Raphael Märki Lead: Simon Gempeler Alternate: Jan Hess                                 | Uiseong CC, Uiseong Skip: Kim Chang-min Third: Seong Se-hyeon Second: Kim Min-chan Lead: Lee Ki-bok Alternate: Oh Eun-su                          |
| Vereinigte Staaten | | |
| St. Paul CC, Saint Paul Skip: Rich Ruohonen Fourth: Greg Persinger Second: Colin Hufman Lead: Philip Tilker Alternate: Christopher Plys      | | |

## Round Robin Endstand
| Schlüssel | Schlüssel                     |
| --------- | ----------------------------- |
|           | Qualifiziert für die Playoffs |

| Rang | Team                | Skip              | Siege | Niederl. | PF | PA | Ends Gewonnen | Ends Verloren | Punktlose Ends | Gestohlene Ends | Treffer %. |
| ---- | ------------------- | ----------------- | ----- | -------- | -- | -- | ------------- | ------------- | -------------- | --------------- | ---------- |
| 1    | Schweden            | Niklas Edin       | 11    | 1        | 79 | 44 | 45            | 40            | 20             | 7               | 88 %       |
| 2    | Schottland          | Bruce Mouat       | 11    | 1        | 92 | 53 | 53            | 41            | 11             | 16              | 86 %       |
| 3    | Kanada              | Brad Gushue       | 9     | 3        | 86 | 55 | 51            | 41            | 11             | 14              | 87 %       |
| 4    | Südkorea            | Kim Chang-min     | 7     | 5        | 84 | 71 | 48            | 48            | 17             | 9               | 83 %       |
| 5    | Norwegen            | Steffen Walstad   | 7     | 5        | 78 | 72 | 53            | 44            | 15             | 16              | 86 %       |
| 6    | Vereinigte Staaten  | Rich Ruohonen     | 6     | 6        | 65 | 66 | 48            | 46            | 25             | 11              | 84 %       |
| 7    | Schweiz             | Marc Pfister      | 6     | 6        | 75 | 82 | 53            | 47            | 17             | 13              | 81 %       |
| 8    | Italien             | Joël Retornaz     | 5     | 7        | 79 | 76 | 47            | 48            | 15             | 9               | 81 %       |
| 9    | Russland            | Alexei Timofejew  | 5     | 7        | 71 | 85 | 48            | 51            | 16             | 12              | 80 %       |
| 10   | Niederlande         | Jaap van Dorp     | 4     | 8        | 66 | 77 | 46            | 55            | 17             | 5               | 81 %       |
| 11   | Japan               | Masaki Iwai       | 3     | 9        | 60 | 87 | 41            | 51            | 15             | 6               | 78 %       |
| 12   | Volksrepublik China | Zou Dejia         | 3     | 9        | 60 | 84 | 46            | 51            | 14             | 9               | 81 %       |
| 13   | Deutschland         | Alexander Baumann | 1     | 11       | 53 | 96 | 41            | 57            | 11             | 4               | 78 %       |

## Playoffs
|  | Qualifikationsspiele | Qualifikationsspiele | Qualifikationsspiele |  |  | Halbfinale | Halbfinale | Halbfinale |  |   | Finale           | Finale           | Finale           |
|  |                      |                      |                      |  |  |            |            |            |  |   |                  |                  |                  |
|  |                      |                      |                      |  |  | 2          | Schottland | 5          |  |   |                  |                  |                  |
|  | 3                    | Kanada               | 6                    |  |  | 3          | Kanada     | 9          |  |   |                  |                  |                  |
|  | 6                    | Vereinigte Staaten   | 4                    |  |  |            |            |            |  | 3 | Kanada           | 3                |                  |
|  |                      |                      |                      |  |  |            |            |            |  | 1 | Schweden         | 7                |                  |
|  |                      |                      |                      |  |  | 1          | Schweden   | 9          |  |   |                  |                  |                  |
|  | 4                    | Südkorea             | 7                    |  |  | 4          | Südkorea   | 8          |  |   | Spiel um Platz 3 | Spiel um Platz 3 | Spiel um Platz 3 |
|  | 5                    | Norwegen             | 5                    |  |  |            |            |            |  |   | 4                | Südkorea         | 4                |
|  |                      |                      |                      |  |  |            |            |            |  |   | 2                | Schottland       | 11               |

### Qualifikationsspiele
Samstag, 7. April, 08:30
| Team     |    | 1 | 2 | 3 | 4 | 5 | 6 | 7 | 8 | 9 | 10 | Gesamt |
| -------- | -- | - | - | - | - | - | - | - | - | - | -- | ------ |
| Südkorea | 🔨 | 2 | 0 | 1 | 0 | 0 | 1 | 0 | 2 | 0 | 1  | 7      |
| Norwegen |    | 0 | 1 | 0 | 2 | 0 | 0 | 1 | 0 | 1 | 0  | 5      |

| Team               |    | 1 | 2 | 3 | 4 | 5 | 6 | 7 | 8 | 9 | 10 | Gesamt |
| ------------------ | -- | - | - | - | - | - | - | - | - | - | -- | ------ |
| Kanada             | 🔨 | 1 | 1 | 0 | 0 | 0 | 1 | 0 | 2 | 0 | 1  | 6      |
| Vereinigte Staaten |    | 0 | 0 | 0 | 1 | 0 | 0 | 2 | 0 | 1 | 0  | 4      |

### Halbfinale
Samstag, 7. April, 13:30
| Team     |    | 1 | 2 | 3 | 4 | 5 | 6 | 7 | 8 | 9 | 10 | 11 | Gesamt |
| -------- | -- | - | - | - | - | - | - | - | - | - | -- | -- | ------ |
| Schweden | 🔨 | 1 | 0 | 0 | 3 | 0 | 0 | 2 | 0 | 2 | 0  | 1  | 9      |
| Südkorea |    | 0 | 1 | 1 | 0 | 2 | 2 | 0 | 1 | 0 | 1  | 0  | 8      |

Samstag, 7. April, 18:30
| Team       |    | 1 | 2 | 3 | 4 | 5 | 6 | 7 | 8 | 9 | 10 | Gesamt |
| ---------- | -- | - | - | - | - | - | - | - | - | - | -- | ------ |
| Schottland | 🔨 | 2 | 0 | 0 | 2 | 0 | 1 | 0 | 0 | 0 | X  | 5      |
| Kanada     |    | 0 | 2 | 1 | 0 | 1 | 0 | 3 | 1 | 1 | X  | 9      |

### Spiel um Platz 3
Sonntag, 8. April, 12:00
| Team       |    | 1 | 2 | 3 | 4 | 5 | 6 | 7 | 8 | 9 | 10 | Gesamt |
| ---------- | -- | - | - | - | - | - | - | - | - | - | -- | ------ |
| Schottland | 🔨 | 1 | 0 | 3 | 2 | 4 | 0 | 1 | 0 | X | X  | 11     |
| Südkorea   |    | 0 | 2 | 0 | 0 | 0 | 1 | 0 | 1 | X | X  | 4      |

### Finale
Sonntag, 8. April, 17:00
| Team     |    | 1 | 2 | 3 | 4 | 5 | 6 | 7 | 8 | 9 | 10 | Gesamt |
| -------- | -- | - | - | - | - | - | - | - | - | - | -- | ------ |
| Schweden | 🔨 | 0 | 0 | 2 | 2 | 1 | 0 | 2 | 0 | X | X  | 7      |
| Kanada   |    | 0 | 0 | 0 | 0 | 0 | 1 | 0 | 2 | X | X  | 3      |

## Endstand
| Platz | Land                |
| ----- | ------------------- |
| 1     | Schweden            |
| 2     | Kanada              |
| 3     | Schottland          |
| 4     | Südkorea            |
| 5     | Norwegen            |
| 6     | Vereinigte Staaten  |
| 7     | Schweiz             |
| 8     | Italien             |
| 9     | Russland            |
| 10    | Niederlande         |
| 11    | Japan               |
| 12    | Volksrepublik China |
| 13    | Deutschland         |